# Apalis flavocincta
Apalis flavocincta — вид горобцеподібних птахів родини родини тамікових (Cisticolidae). Мешкає в Східній Африці. Раніше Apalis flavocincta був конспецифічним з жовтоволим нікорником, однак Міжнародна спілка орнітологів виділила його в окремий вид в 2021 році.

## Підвиди
Виділяють два підвиди:
- A. f. viridiceps Hawker, 1898 — північний схід Ефіопії і північний захід Сомалі;
- A. f. flavocincta (Sharpe, 1882) — схід Південного Судану, північ Уганди, схід [Кенії, північно-східна частина Танзанії, південь Сомалі.

## Поширення і екологія
Apalis flavocincta поширені в Ефіопії, Сомалі, Уганді, Кенії, Танзанії і Південному Судані. Вони живуть у сухих тропічних лісах і чагарникових заростях.